# 토니 트럭스
토니 트럭스(Toni Trucks, 1980년 10월 30일 ~ )는 미국의 배우이다.

## 출연 작품
- 드림걸스
- 그 여자 작사 그 남자 작곡 - 트리샤 역
- 웨폰스 - 언티 역
- 히팅 더 브릭스